# William Emil Sørensen
Pour les articles homonymes, voir Sørensen.
William Emil Sørensen, né le 9 avril 1848 dans le Jutland et mort le 29 juin 1916, est un zoologiste danois.

## Biographie
Il enseigne la zoologie à partir de 1873 dans plusieurs établissements de Copenhague. Il participe, de 1876 à 1878, à une expédition au Gran Chaco, dans le nord de l’Argentine. Il obtient, en 1884, un titre de docteur ès-sciences avec une thèse portant sur les organes auditifs des poissons.
Parmi ses travaux, il faut citer ceux concernant la faune des arthropodes du Groenland, du Danemark, de l’Islande et des îles Féroé.

## Source
- Pierre Bonnet (1945). Bibliographia araneorum, Les frères Doularoude (Toulouse).